# 紅竹葛盾介殼蟲
紅竹葛盾介殼蟲（学名：Greenaspis bambusifoliae）为盾介殼蟲科竹葛盾介殼蟲屬下的一个种。